# ويست ممفيس (أركنساس)
ويست ممفيس (بالإنجليزية: West Memphis city, Arkansas)‏ هي مدينة تقع بولاية أركنساس في الولايات المتحدة. تبلغ مساحتها 75.01 كم2، وترتفع عن سطح البحر 64 م، بلغ عدد سكانها 26,245 نسمة في عام 2010 حسب إحصاء مكتب تعداد الولايات المتحدة وتصل الكثافة السكانية فيها 349.9 نسمة لكل كيلومتر مربع (906.2/ميل2).

## التركيبة السكانية
حدّد مكتب تعداد الولايات المتحدة بيانات التركيبة السكانية لويست ممفيس في تعداد الولايات المتحدة. في ما يلي، التركيبة السكانية حسب تعدادي 2000 و2010.

### تعداد عام 2000
بلغ عدد سكان ويست ممفيس 27,666 نسمة بحسب تعداد عام 2000، وبلغ عدد الأسر 10,051 أسرة وعدد العائلات 7,132 عائلة مقيمة في المدينة. في حين سجلت الكثافة السكانية 368.8 نسمة لكل كيلومتر مربع (955.2/ميل2). وبلغ عدد الوحدات السكنية 11,022 وحدة بمتوسط كثافة قدره 146.9 لكل كيلومتر مربع (380.5/ميل2).
وتوزع التركيب العرقي للمدينة بنسبة 42.16% من البيض و55.93% من الأمريكيين الأفارقة و0.21% من الأمريكيين الأصليين و0.53% من الأمريكيين ذوي الأصول الآسيوية و0.02% من سكان جزر المحيط الهادئ و0.51% من الأعراق الأخرى و0.64% من عرقين مختلطين أو أكثر و1.01% من الهسبانيون أو اللاتينيون من أي عرق.
بلغ عدد الأسر 10,051 أسرة كانت نسبة 43% منها لديها أطفال تحت سن الثامنة عشر تعيش معهم، وبلغت نسبة الأزواج القاطنين مع بعضهم البعض 40.4% من أصل المجموع الكلي للأسر، ونسبة 25.1% من الأسر كان لديها معيلات من الإناث دون وجود شريك، بينما كانت نسبة 5.5% من الأسر لديها معيلون من الذكور دون وجود شريكة وكانت نسبة 29% من غير العائلات. تألفت نسبة 24.8% من أصل جميع الأسر من عدة أفراد يعيشون في نفس المنزل ونسبة 8.6% كانت تتألف من شخص يعيش بمفرده يبلغ من العمر 65 عاماً أو أكثر. وبلغ متوسط حجم الأسرة المعيشية 2.70، أما متوسط حجم العائلات فبلغ 3.23.
بلغ العمر الوسطي للسكان 31.3 عاماً. وكانت نسبة 31.5% من القاطنين تحت سن الثامنة عشر، وكانت نسبة 9.5% بين الثامنة عشر والرابعة والعشرين عاماً، ونسبة 27.5% كانت واقعةً في الفئة العمرية ما بين الخامسة والعشرين والرابعة والأربعين عاماً، ونسبة 19.9% كانت ما بين الخامسة والأربعين والرابعة والستين، ونسبة 9.8% كانت ضمن فئة الخامسة والستين عاماً فما فوق. يوجد لكل 100 أنثى 85.3 ذكر، ويوجد لكل 100 أنثى في الثامنة عشر من عمرها فما فوق 78.1 ذكر.
بلغ متوسط دخل الأسرة في المدينة 27,399 دولارًا، أما متوسط دخل العائلة فبلغ 32,465 دولارًا. وكان متوسط دخل الذكور 29,977 دولارًا مقابل 21,007 دولارًا للإناث. وسجل دخل الفرد الخاص بالمدينة 13,679 دولارًا. وكانت نسبة 23.7% من العائلات ونسبة 28.3% من السكان تحت خط الفقر، وكان من هؤلاء نسبة 40.9% تحت سن الثامنة عشر ونسبة 22.3% في الخامسة والستين من العمر وما فوق.

### تعداد عام 2010
بلغ عدد سكان ويست ممفيس 26,245 نسمة بحسب تعداد عام 2010، وبلغ عدد الأسر 9,835 أسرة وعدد العائلات 6,640 عائلة مقيمة في المدينة. في حين سجلت الكثافة السكانية 349.9 نسمة لكل كيلومتر مربع (906.2/ميل2). وبلغ عدد الوحدات السكنية 10,966 وحدة بمتوسط كثافة قدره 146.2 لكل كيلومتر مربع (378.7/ميل2).
وتوزع التركيب العرقي للمدينة بنسبة 34.37% من البيض و63.51% من الأمريكيين الأفارقة و0.20% من الأمريكيين الأصليين و0.39% من الأمريكيين ذوي الأصول الآسيوية و0.02% من سكان جزر المحيط الهادئ و0.55% من الأعراق الأخرى و0.96% من عرقين مختلطين أو أكثر و1.60% من الهسبانيون أو اللاتينيون من أي عرق.
بلغ عدد الأسر 9,835 أسرة كانت نسبة 38.9% منها لديها أطفال تحت سن الثامنة عشر تعيش معهم، وبلغت نسبة الأزواج القاطنين مع بعضهم البعض 32% من أصل المجموع الكلي للأسر، ونسبة 29.2% من الأسر كان لديها معيلات من الإناث دون وجود شريك، بينما كانت نسبة 6.4% من الأسر لديها معيلون من الذكور دون وجود شريكة وكانت نسبة 32.5% من غير العائلات. تألفت نسبة 28.1% من أصل جميع الأسر من عدة أفراد يعيشون في نفس المنزل ونسبة 9.4% كانت تتألف من شخص يعيش بمفرده يبلغ من العمر 65 عاماً أو أكثر. وبلغ متوسط حجم الأسرة المعيشية 2.61، أما متوسط حجم العائلات فبلغ 3.20.
بلغ العمر الوسطي للسكان 32.9 عاماً. وكانت نسبة 29.8% من القاطنين تحت سن الثامنة عشر، وكانت نسبة 9.8% بين الثامنة عشر والرابعة والعشرين عاماً، ونسبة 24.7% كانت واقعةً في الفئة العمرية ما بين الخامسة والعشرين والرابعة والأربعين عاماً، ونسبة 24.3% كانت ما بين الخامسة والأربعين والرابعة والستين، ونسبة 11.4% كانت ضمن فئة الخامسة والستين عاماً فما فوق. وتوزع التركيب الجنسي للسكان بنسبة 46.2% ذكور و53.8% إناث.

## وصلات خارجية
- الموقع الرسمي